# 越前騒動
越前騒動（えちぜんそうどう）は、江戸時代初期に越前北ノ庄藩（福井藩）で起こったお家騒動。領民間の諍いを契機として重臣間の対立が表面化、藩内を二分する争いとなって武力衝突にまで発展、徳川家康、将軍・秀忠が直裁して収束させた。久世騒動とも。

## 騒動の発端
慶長17年（1612年）、藩祖・秀康の寵臣であった久世但馬守が領する村の農民の娘が、岡部自休の領する村に嫁いでいたが、夫が佐渡金山に行ったまま音信不通となったことから実家に戻り再婚した。数年後、前夫が帰郷し妻が勝手に再婚したことに憤って諍いとなり、再婚した現夫が何者かに殺害されるという事件が起こった。久世はこれを前夫の仕業と思い、自領の農民を殺されたことに対する報復として、家臣に命じて密かに前夫を殺させた。それを探知した岡部自休は、自領の農民を殺害させたとして久世の罪状を藩に訴え出た（『国事叢記』）。
『古老茶話』では、岡部領の村娘が久世領の村に嫁ぎ、実家に戻って再婚、久世領民である前夫の訴え出を受けた久世の家臣が元妻の舅を殺害したとあり、『続片聾記』では久世領の村娘と再婚した岡部領の男が、久世領民である前夫を殺害、これに対する報復として久世の家臣が現夫を家ごと焼き殺した、となっている。

## 重臣達の確執
「久世の領内の人間により、岡部の領内の人間が殺された」とする、岡部自休の訴え出を受けて調停が試みられたものの不調に終わり、これを契機として以前からあった家臣団内での反目が表面化し、深刻な対立が発生することとなる。
北ノ庄藩は徳川家康の次男秀康を藩祖として成立したが、秀康の死後、わずか13歳で家督を継いだ忠直の代に藩内では、筆頭家老にして付家老の本多富正を筆頭とする派閥と、結城氏時代から仕える家老今村盛次らの派閥の反目が起こっていた。本多が事件を起こした久世と親しいことから、今村らはこの事件を利用して、藩主忠直の叔父である家老中川出雲守を引き込み、本多派の排斥を画策する。
事件を受けて今村は本多と共に家老として評定を行うこととなるが、久世と親しい本多と竹島周防守は久世に対して同情的な姿勢であった。今村がこの事を岡部に伝えると岡部は憤り、本多に対して激しく抗議する。今村に不信感を抱いた本多は以後、この事件の評定を避け、問題は長期化する。事件を巡って、久世方には家老本多富正、家老竹島周防守、由木景盛（由木西庵）、上田隼人らが、岡部方には家老今村盛次、家老中川出雲守、家老清水孝正、林定正、落合美作らがそれぞれ味方して対立する構図となった。
10月13日、問題を大御所家康に直訴するため、加勢として加わった牧野易貞と共に岡部は駿府に向かったが、藩から、藩内で直接対決するようにとの使者に追いつかれ、帰国した。また、久世方でも由木景盛が幕府に訴え出ている。

## 武力衝突
今村は自らの居城である丸岡城から、藩都北ノ庄へ密かに武装した家臣を呼び寄せ、北ノ庄城下の自邸に結集させた上で、10月17日に北ノ庄城の城門を固めて、竹島周防守を城中で捕え、刀を取り上げて城内の櫓の牢に幽閉、反対派の登城を禁じた。こうしてわずか17歳の藩主忠直を自派の手中に収めた上で、本多家に使者を派遣し、忠直の命令として本多が久世但馬の身柄を拘束することを命じる。本多は身の危険を感じ、居城である越前府中城に篭り、今村派に対し二心なきように人質を要求した。形式上は藩主の命令ということでもあり、人質の到着後、家臣らと越前府中を出陣した。今村派は足羽川に架かる橋の通行を妨害するなどするが、本多の家臣らは何とか北ノ庄の邸に集結する。
10月20日、本多邸に藩主・忠直の命令という形で使者が派遣され、本多に対し、久世邸に赴き久世に切腹を迫るよう命じられた。逆上した久世に殺される恐れがあったが、本多はあえて命令を受け入れて久世邸に単身赴いた。今村側の策謀は、「久世が要求を呑めば久世切腹」「呑まなければ本多に追討させて同派内で相打ち」「久世が逆上して本多を殺せば、それを理由として久世を討ち、派閥一掃」となる。
久世およびその子や家臣らが武装して居並ぶ中、単独で乗り込んだ本多は“藩主の命令として”切腹すべきことを伝えたが、久世は一方的な裁きにより切腹を命じられるのは納得出来ないとしてこれを拒否し、今村らに宛てた抗議文を渡した。本多は久世と親しい間柄ながら、立場上この後に追討せざるを得ないことは必定であったが、互いに丁重に挨拶を交わして別れた。帰り際に久世の家臣が本多を殺害しようとしたが、「もはや自身の死は目の前であるが、自身の死後に自身の弁護をしてくれるのは本多である。」として久世が止めた。久世の家臣らは血気に逸っていたが、本多は「自分が攻めてくるので、皆存分に働くように」と言って屋敷を出た。
復命後、“主命を拒否した”久世に対する追討令が本多に下され、本多は出陣準備を進めた。久世邸では既に柵を巡らすなど防戦準備が行われており、前夜の内に婦女や老人子供は脱出させていた。
この戦闘を今村は子と共に天守から見物していた。本多が久世邸に向け出陣しようとしたところ、本多隊に対し城中から鉄砲が打ち込まれるという変事があったが、これは不慮の暴発事故であるとも、今村派が本多を挑発して謀反を起こさせようとする謀略とも解釈でき、判然としない。本多隊が久世邸に迫ると、邸内から鉄砲、矢が放たれ戦闘が始まり、本多隊に多数の死傷者が出た。この時、今村は多賀谷泰経を出陣させ、本多隊の後方から鉄砲を打ち込ませた。これは敵よりも本多隊が危険であり、本多富正本人の脚部にも弾が当たったが甲冑に守られた。本多家臣が多賀谷隊に抗議を行い、以降はなくなった。152人の家臣が立て篭もった屋敷は激しい戦闘にも容易に落ちなかったが、翌日、久世但馬は邸に火を放ち、切腹した。家臣らも全て戦死か自害した。攻撃側は200人超の被害が出た。久世方の遺体は、富正の命により一人の首も打たれていなかった。
翌10月21日、久世方の由木景盛（西庵）と上田隼人が切腹を命じられ、両名とも自宅で自害した。家臣らは抗戦の末、多数の死者が出た。

## 幕府の直裁、収束
福井藩では騒動の経緯を幕府に報告、以前に両派からの訴え出も受けていた幕府は、この騒動に介入することとなった。幕府は調査を始め、11月18日には本多、竹島らが江戸に出頭する命を受けた。また今村、清水、林は家康に訴えようと独自に駿河に向かった。家康は鷹狩りのため、駿府から出て忍城に逗留しており、3人はそれを追い訴状を提出した。この時には既に本多、竹島両名は忍城に出頭していた。家康は、たまたま秀忠の使いとして忍城に来ていた土井利勝に命じ、両派に対する聞き取りを行わせた。土井は今村の宿を訪問し、そこに本多と竹島を呼び出し、両者を左右に並べて双方の言い分を詳細に聞き出し、夜半までかかってこれを記録し、家康に報告した。報告書をざっと読んだ家康は、この騒動を江戸にて裁定するとした。富正は江戸に移動した際、藩主忠直の生母清涼院と面会し、協議している。
11月27日、家康は江戸城西の丸に関係者を集め、将軍秀忠と共に本騒動に対する裁定を行った。幕府の老中・本多正信の尋問に対し、本多富正は
「岡部自休が訴える内容が正しいことは理解していたが、久世但馬は武名の高い大切な家臣であり、農民の訴え程度で処罰することができず、岡部の訴えを下げた。」
また、竹島は
「久世とは縁戚もなく親しくもないが、先君（結城秀康）が『私は国を得て喜んだことが二つある。もうひとつは北陸の要地（越前）に拠ることになったこと。もうひとつは武勇高名な士である久世但馬を家臣としたことである』と言って厚遇していたため、自分も久世を尊敬していた。そのため善悪を考えずに久世に与し、岡部の訴えを拒んでしまった。これは自分が秀康を慕うあまりの行動であり、ゆえに有罪となっても文句はありません。」
と弁明した。
裁定の間、髭を蓄えた大男であり弁舌にも優れた今村は整然とした答弁を行い、一旦は今村方が優位に立った。富正が不利と見た本多正信は本多富正を促し、持参した書面を提出させた。同書面には
- 交通量の多い、すなわち街道整備などに出費の多い富正の越前府中と今村の丸岡では必要な経費が違うのに、若い藩主を騙して同額の経費手当てを貰っていること。
- 久世但馬を成敗した際、多賀谷泰経に後ろから鉄砲を撃たせたこと。かつ、今村父子は天守からそれを見物していた。
- 先代秀康の頃、今村の一族が罪を得て藩を追放されたのに、忠直の代になって自身の権力で帰参させていること。
- 富正が筆頭家老と定められているにもかかわらず、今村はそれを無視して越権するような言動があること[6]。また富正を讒言していること。

が書かれていた。これに対し今村は、若い忠直に責任があるかのような言い訳をしたため、さらに家康の心証を悪くし、「不忠の曲者なり、早々に追い立てよ。」と、強い怒りを買った。
『徳川実紀』によると、翌28日に判決が言い渡され、今村盛次は陸奥磐城平藩の鳥居家預け、清水孝正は陸奥仙台藩の伊達家預け、林定正は出羽山形藩の最上家預け、岡部自休は能登に配流。慶長18年（1613年）に中川出雲守は信濃に配流、落合美作は紀伊に配流、広沢重信も配流、谷伯耆（谷衛好次男）は改易となったが、久世方の本多らには全く処分がなかった。竹島周防は帰国の道中、東海道の駿河国鞠子宿にて自害した。騒動の最中に牢に押し込められたことや、江戸へ罪人扱いで移送されたことなどを恥じて、とされている。
また判決後、富正は家康に呼び出され、厳しく叱責されるとともにその忠義を賞賛され、「若い忠直を今後とも補佐せよ」として改めて「国中仕置」を命じられた。
当時、江戸幕府が開かれてはいたが、大坂城には豊臣家がいまだ健在であり、北ノ庄藩は元は豊臣秀吉の養子であった結城秀康を祖とする藩であり、家中には秀康が集めた武勇を誇る親豊臣的な家臣が数多かった。親藩中でも最大規模であり、系図上は将軍家の兄に相当する家でもあった。幕府としてはこの騒動が、豊臣家を利するような乱に発展してはならないという政治的配慮もあって、一方的な裁定になったものとも考えられる。

## その後
幕府では、若年の藩主忠直の統率力不足が騒動を招いたこと、また、本多富正一人では大藩の運営に支障が出ることを懸念し、富正の叔父である本多重次の実子・本多成重を北ノ庄藩の追加の付家老とし、今村の居城であった丸岡城に配して、本多富正と共に忠直を補佐させた。

## 関連作品
- 忠直の檻（天野純希）
- くせものの譜（簑輪諒）
- 海音寺潮五郎 「列藩騒動録」新潮社 1965年 のち講談社で文庫